# Alfred von Gutschmid
Alfred von Gutschmid (1 de julio de 1835 - 2 de marzo de 1887) fue un historiador y orientalista alemán nacido en Loschwitz, cerca de Dresde. Estudió Filología e Historia en Leipzig y Bonn. Se dedicó al estudio de las lenguas del Próximo Oriente y de la historia de esta área de los periodos prehelénico y helenístico contribuyendo a la literatura del tema. Tras sentar cátedra en Kiel (1866), Königsberg (1873), y Jena (1876), finalmente ocupó el puesto de profesor de historia en Tübingen, donde permanecería hasta su muerte.
- Datos: Q84531
- Multimedia: Alfred von Gutschmid / Q84531